# Advanced Daisenryaku: Deutsch Dengeki Sakusen
Advanced Daisenryaku: Deutsch Dengeki Sakusen (アドバンスド大戦略 ドイツ電撃作戦, Advanced Military Commander) est un jeu vidéo de stratégie au tour par tour sorti le 17 juin 1991 sur Mega Drive, uniquement au Japon. Le jeu a été conjointement développé par Sega et System Soft et édité par Sega. Il offrait la possibilité à huit joueurs de s'affronter en ligne via le Sega Meganet, le modem de la Mega Drive.
Il a été réédité sur PlayStation 2 sous le titre Sega Ages 2500 Series Vol. 22: Advanced Daisenryaku: Deutsch Dengeki Sakusen.